# 34675 Feldbush
34675 Feldbush è un asteroide della fascia principale. Scoperto nel 2000, presenta un'orbita caratterizzata da un semiasse maggiore pari a 2,4633504 au e da un'eccentricità di 0,1302762, inclinata di 3,88337° rispetto all'eclittica.